# Nathalie Vincent
Pour les articles homonymes, voir Vincent.
Nathalie Vincent, née le 3 octobre 1972 à Lille, est une animatrice de télévision et actrice française.

## Biographie

### Débuts médiatiques
Très tôt attirée par le théâtre, Nathalie Vincent doit cependant renoncer à intégrer une école de comédie, sa mère lui préférant une carrière de scientifique. Elle est également attirée par la gymnastique et participera à deux reprises aux championnats de France par équipe.
Après avoir été la danseuse du groupe eurodance italien Pin-Occhio (Tuta tuta tutata), elle fait en 1993 la connaissance de Philippe Dhondt alias (Boris), comme elle fréquentant la même région du Nord (Lille, Roubaix) et la Belgique. Ils restent souvent en contact sur divers projets. Elle devient par la suite choriste et danseuse pour Pleasure Game après le départ de Laurence Stein. Elle se produit notamment dans quelques clips et shows du groupe. C'est ainsi qu'en 1996, elle est choriste et danseuse de Boris et joue dans le clip des chansons Soirée disco et Miss Camping.

### Percée sur M6 (années 1990)
Nathalie Vincent découvre aussi la télévision sur la chaîne M6 locale de la région du Nord. La chaîne la convoque à Paris pour des essais en vue d'embaucher une nouvelle animatrice. De 1996 à 2001, Nathalie Vincent bascule du monde de la musique à celui de la télévision nationale et remplace Caroline Avon à la présentation de l'émission jeunesse de la chaîne, M6 Kid.
En 1999, elle renoue avec la musique et obtient son premier rôle dans la comédie musicale, 2000, le temps d'une nuit.
En 2001, elle présente Incroyables animaux, E=M6, Découverte et Dance Machine. Elle se tourne ensuite vers les émissions musicales, en devenant chroniqueuse du Hit Machine et du Morning Live en coprésentant Star Six, avec Alexandre Delpérier.

### Diversification sur TF1 (années 2000)
À partir de 2003, pour TF1 elle se laisse convaincre par Christophe Dechavanne de tenir une chronique « Le coût de folie de Nathalie » dans l'émission qu'il produit, Combien ça coûte ?. Victime de la restructuration de l'émission, elle passe quelques mois par la coanimation avec Églantine Éméyé de l'émission Star Mag sur TPS Star. Parallèlement, elle anime de nombreuses pastilles sur la chaîne, comme Le Bêtisier de Noël et Le Grand jeu de Noël, en 2005.
À partir de 2006, elle intègre la distribution de la série Brigade Navarro, aux côtés de Filip Nikolic, Anthony Dupray ou Viktor Lazlo. En 2009, elle réintègre la série et interprète le rôle de Sophie Vermeer.
En 2006, elle présente Le Concert pour la tolérance sur TF1.
En 2007, toujours sur TF1, elle coanime avec Bruno Roblès l'émission Incroyable mais vrai ! en lieu et place du trio Sophie Favier, Jean-Pascal Lacoste et Roger Pierre. Elle anime aussi Le Grand jeu de l'été et, sur 13ème rue, l'émission Les vidéos les plus incroyables (Krash Zone). Elle tourne en 2008 une nouvelle saison de Krash Zone où elle est plus présente entre chaque vidéo et qui est diffusée depuis le 21 janvier 2009.
En 2008, elle coanime avec Marie Fugain l'émission Une surprise peut en cacher une autre, mais l'émission est suspendue à la fin de l'année 2008.

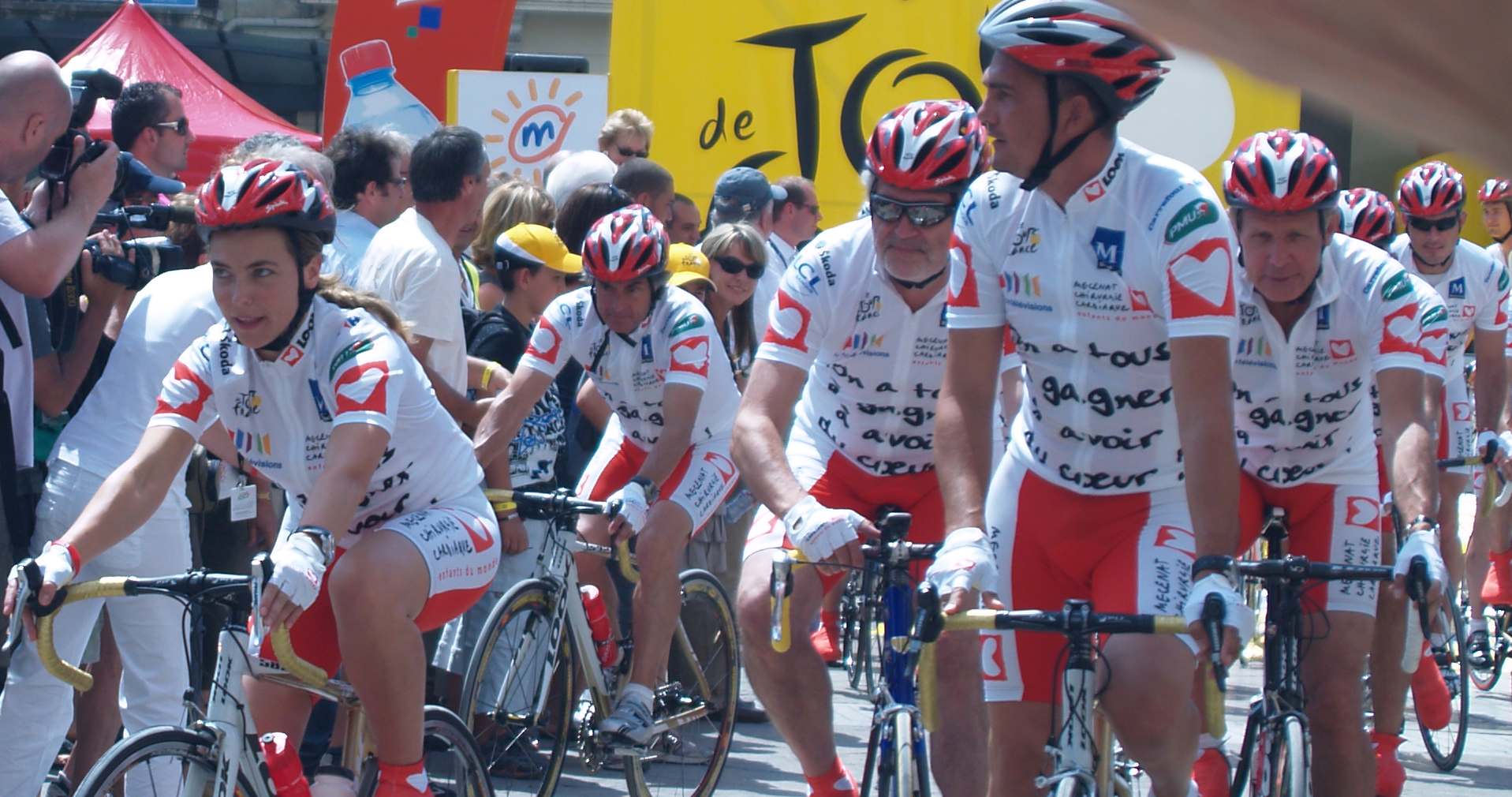
De gauche à droite : Nathalie Vincent, Gérard Holtz, Jean Réveillon, Richard Virenque, Patrick Poivre d'Arvor durant l'opération "On a tous un cœur" à la place de la Comédie à Montpellier lors du Tour de France 2009

En 2009, Nathalie Vincent participe avec d'autres personnalités médiatiques françaises à une opération caritative dans le cadre du Tour de France.

### Passage sur la TNT (années 2010)
Depuis le 14 mai 2009, elle anime tous les jeudis l'émission ID Voyages sur la chaine francilienne IDF1.
En septembre 2010, elle présentera Drôle de vidéos sur Direct 8.
La même année, elle obtient un petit rôle (Amélie Delage) dans la série Joséphine, ange gardien avec Mimie Mathy où elle joue le rôle de professeur en biologie dans un collège à Brest (Finistère).
En décembre 2010, en accouchant d'un petit Sacha, elle devient maman pour la première fois.
En 2011, elle présente avec Jean-Michel Cohen Mon bien-être  sur Direct 8. Elle est remplacée par la suite par Caroline Ithurbide.
En décembre 2013, elle reprend les commandes de Drôle de vidéos sur C8.
En 2014, elle joue dans un spot publicitaire pour les détachants Vanish et pour le fournisseur de cloud computing français Cloudwatt.